# غويلرمو كالديرون
غويلرمو كالديرون (بالإسبانية: Guillermo Calderón) هو كاتب سيناريو تشيلي، (ولد في سانتياغو في تشيلي 1971  م).